# خیابان هانوور (فیلم)
خیابان هانوور (به انگلیسی: Hanover Street) نام یک فیلم سینمایی در ژانر فیلم رمانتیک محصول سال ۱۹۷۹ میلادی به کارگردانی پیتر هایمز می باشد. در این فیلم بازیگرانی همچون هریسون فورد، لسلی-آن داون، کریستوفر پلامر، آلک مک‌کاون، ریچارد ماسور، جان راتزنبرگر، پتسی کنسیت و شین ریمر ایفای نقش کرده‌اند.